# Litchfield Observatory
Das Litchfield Observatory (deutsch Litchfield Observatorium) war ein Observatorium des Hamilton College in Clinton, Oneida County im Bundesstaat New York, USA. Es wurde im Jahr 1856 erbaut.
Es war mit einem 13½-Zoll-Refraktor von Charles A. Spencer ausgerüstet. Im Jahr 1858 wurde Christian Heinrich Friedrich Peters Leiter des Observatoriums. Peters entdeckte am Litchfield Observatory zahlreiche Asteroiden. Diese international beachteten Erfolge veranlassten Mr. Litchfield, ein Eisenbahnmagnat, das Gehalt von Peters zu übernehmen. Das Observatorium wurde daraufhin in Litchfield Observatory umbenannt.
Nach dem Tod von Peters verfiel das Observatorium und wurde 1918 abgerissen. Sein ehemaliger Standort ist auf dem Campus durch die Teleskophalterung vor dem Suida House-Gebäude gekennzeichnet. Das heutige Observatorium wurde 1975 erbaut und ihm zu Ehren Peters Observatory benannt.